# De ouwe blauwe
De ouwe blauwe is een Belgische stripreeks getekend door François Walthéry en geschreven door Raoul Cauvin, uitgegeven bij Dupuis.
De strip gaat over de rivaliteit tussen twee duivenmelkers. Een derde hoofdpersoon is de pastoor van het dorp. Het dorp is gemodelleerd naar Cheratte, waar Walthéry opgroeide en de strip speelt zich af tussen de twee wereldoorlogen. Walthéry kwam zelf uit een familie van duivenmelkers en de strip is genoemd naar een prijsduif van zijn vader. De strip is uitgesproken nostalgisch en provincialistisch. In 1980 verscheen er een uitgave van deze strip in het Waals dialect van Luik, Lî vî bleû. In het Nederlands verscheen in 1980 een verzameling van de strips die werden gepubliceerd in het stripweekblad Robbedoes, als derde deel in de collectie Het beste uit Robbedoes.